# Wilsons sats
Wilsons sats inom talteorin omnämndes först på 900-talet av den arabiske matematikern Alhazen. Den föll senare i glömska, men matematikern Leibniz hänvisar till satsen i en skrift utan att bevisa den. John Wilson, en student till den engelske matematikern Edward Waring gjorde en oberoende upptäckt av satsen och Waring kungjorde satsen 1770 och uppkallade den efter sin lärjunge. Ingen av dem lämnade något bevis för satsen. Lagrange gav det första beviset år 1771.
Wilsons sats säger att ett heltal n > 1 är ett primtal om och endast om:
{\displaystyle (n-1)!\ \equiv \ -1\ ({\mbox{mod}}\ n)}
Bevis: Betrakta kroppen {\displaystyle Z_{p}} = {0,1,2....p-1}, modulo p. Varje element ≠ 0 i denna har en multiplikativ invers. Produkten P av dessa element är {\displaystyle (p-1)!}. Endast två av elementen, 1 och p - 1 , har sig själv till invers, varför produkten P = 1·1·1....1·(-1) = -1.  
Omvänt följer, om {\displaystyle (n-1)!\ \equiv \ -1\ ({\mbox{mod}}\ n)}, att n inte delar P och således inte kan skrivas som en produkt av faktorer valda bland 1, 2,....n-1 och därmed är alltså n ett primtal.

## Generaliseringar
Gauss bevisade att om m > 2 är
{\displaystyle \prod _{k=1 \atop \gcd(k,m)=1}^{m}\!\!k\ \equiv {\begin{cases}-1{\pmod {m}}&{\text{om }}m=4,\;p^{\alpha },\;2p^{\alpha }\\\;\;\,1{\pmod {m}}&{\text{annars}}\end{cases}}}
där p är ett udda primtal och {\displaystyle \alpha } är ett positivt heltal.